# Cantone di Domérat-Montluçon-Nord-Ouest
Il Cantone di Domérat-Montluçon-Nord-Ouest era una divisione amministrativa dell'arrondissement di Montluçon.
A seguito della riforma approvata con decreto del 27 febbraio 2014, che ha avuto attuazione dopo le elezioni dipartimentali del 2015, è stato soppresso.

## Composizione
Comprendeva parte della città di Montluçon ed il comune di Domérat.